# Mary Hallock-Greenewalt

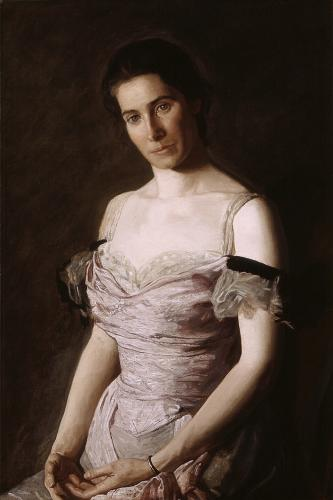
Retrato de Greenewalt por Thomas Eakins

Mary Elizabeth Hallock-Greenewalt (8 de septiembre de 1871 – 27 de noviembre de 1950) fue una inventora y pianista estadounidense que actuó con las Sinfónicas de Filadelfia y Pittsburgh como solista. Es más conocida por su invención de un tipo de música visual llamada Nourathar.
En 1903 Thomas Eakins pintó su retrato, actualmente en la colección Roland P. Murdock del Museo de Arte de Wichita.

## Biografía
Greenewalt nació en 1871 en Beirut, en ese entonces parte de Siria, hija de Samuel Hallock y Sara Tabet. Cuando su madre comenzó a mostrar síntomas de enfermedad mental, Greenewalt, de once años de edad y sus hermanos fueron enviados a vivir con amigos y familiares en los Estados Unidos, donde Greenewalt pasó el resto de su juventud en el área de Filadelfia. Como joven adulta, Greenewalt estudió piano en el Conservatorio de Música de Filadelfia y luego con Theodor Leschetizky en Viena. A su retorno a Filadelfia contrajo matrimonio con Frank L. Greenewalt, un médico. La pareja tuvo un hijo, Crawford Hallock Greenewalt, un ingeniero químico que eventualmente presidiría la Compañía DuPont. En sus últimos años Greenewalt residió en Wilmington, Delaware. Murió en Filadelfia a la edad de 79.

## Grabaciones
Columbia Records publicó sus interpretaciones de los "Preludios en Mi menor, Do menor, La mayor" y "Nocturno en Sol mayor" de Chopin en marzo de 1920 (A6136).

## Invenciones

### 'Órgano de color'
El nombre de su arte, Nourathar, fue adaptado de las palabras árabes para luz (nour), y esencia de (athar). A diferencia de anteriores inventores de la música-color como el pintor A. Wallace Rimington, Hallock-Greenewalt no produjo una definición estricta de correspondencia entre colores específicos y notas particulares, sosteniendo en su lugar que estas relaciones eran inherentemente variables y reflejaban el temperamento y la habilidad del intérprete.

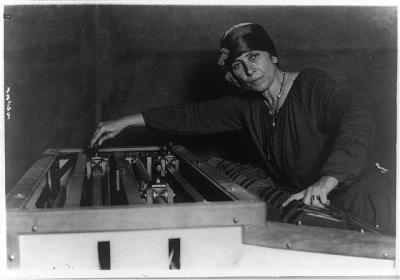
Hallock-Greenewalt, con el "órgano de color" de luz eléctrica que ella inventara

Sus primeros intentos de crear este arte significaron la construcción de una máquina automatizada en la que luces de colores eran sincronizadas con grabaciones. Esto produjo resultados insatisfactorios, llevándola al desarrollo de un instrumento que pudiera ser ejecutado en vivo.
Su órgano de color, al cual bautizó Sarabet" en homenaje a su madre, requirió la invención de un número de tecnologías nuevas. Recibió nueve patentes de la Oficina de Patentes de los Estados Unidos por ellas. Entre estos dispositivos se cuenta una variedad no lineal de reostato, una patente que fue infringida por General Electric y otras compañías. Greenewalt los demandó por dicha infracción y ganó en 1934. El Sarabet pasó por una serie de refinamientos entre 1916 y 1934. En 1946 publicó un libro sobre el arte de su invención llamado Nourathar: El Bello Arte de Tocar Luz-Color.

### Filmes coloreados
Michael Betancourt ha señalado que Hallock-Greenewalt también produjo los primeros filmes coloreados a mano que se conocen. Sin embargo, no eran películas cinematográficas sino filmes producidos específicamente para se reproducidos por la primera versión del Sarabet la cual era una máquina para el acompañamiento automático de grabaciones. Su construcción, donde un solo espectador miraba desde la cima del aparato al film mismo, se asemejaba al kinetoscopio de Edison. Este dispositivo era un primitivo visualizador musical del tipo de los que ahora son incluidos con los reproductores de audio para computadoras. Aunque estos filmes no fueron diseñados para exhibirse como películas, fueron producidos con plantillas y aerosoles, dando como resultado patrones geométricos repetitivos de la misma manera que las películas pintadas a mano de Len Lye de los años treinta.